# Aeroporti in Egitto
Di seguito è riportata la lista degli aeroporti civili e militari in Egitto.

## Aeroporti internazionali
| Aeroporto                                   | Città           | ICAO | IATA |
| Aeroporto Internazionale del Cairo          | Il Cairo        | HECA | CAI  |
| Aeroporto Internazionale di Hurghada        | Hurghada        | HEGN | HRG  |
| Aeroporto Internazionale di Sharm el-Sheikh | Sharm el-Sheikh | HESH | SSH  |

## Aeroporti internazionali minori
| Aeroporto                                  | Città                               | ICAO | IATA |
| Aeroporto internazionale di Berenice       | Berenice Trogloditica               | HEBR | EES  |
| Aeroporto internazionale Borg El Arab      | Alessandria d'Egitto / Borg El Arab | HEBA | HBE  |
| Aeroporto internazionale di El Alamein     | El Dabaa                            | HEAL | DBB  |
| Aeroporto internazionale Sfinge            | Giza                                | HESX | SPX  |
| Aeroporto internazionale di Luxor          | Luxor                               | HELX | LXR  |
| Aeroporto Internazionale di Marsa Alam     | Marsa Alam                          | HEMA | RMF  |
| Aeroporto internazionale di Marsa Matruh   | Marsa Matruh                        | HEMM | MUH  |
| Aeroporto internazionale della capitale    | Nuova Capitale Amministrativa       | HECP | CCE  |
| Aeroporto internazionale di Santa Caterina | Santa Caterina                      | HESG | HMB  |
| Aeroporto internazionale di Sohag          | Sohag                               | HESC | SKV  |
| Aeroporto internazionale di Taba           | Taba                                | HETB | TCP  |

## Aeroporti nazionali
| Aeroporto                          | Città      | ICAO | IATA |
| Aeroporto di Abu Simbel            | Abu Simbel | HEBL | ABS  |
| Aeroporto di Assiut                | Assiut     | HEAT | ATZ  |
| Aeroporto internazionale di Assuan | Assuan     | HESN | ASW  |
| Aeroporto di El Kharga             | El Kharga  | HEKG | UVL  |

## Aeroporti nazionali minori
| Aeroporto                      | Città            | ICAO | IATA |
| Aeroporto di Abu Rudeis        | Abu Rudeis       |      | AUE  |
| Aeroporto di Dakhla            | Dakhla           | HEDK | DAK  |
| Aeroporto di El Gora           | El Gora          | HEGR | EGH  |
| Aeroporto di El Gouna          | El Gouna         | HEGO |      |
| Aeroporto di El-Tor            | El-Tor           | HETR | ELT  |
| Aeroporto di Port Said         | Port Said        | HEPS | PSD  |
| Nuovo aeroporto di Ras Shukeir | Ras Shukeir      |      |      |
| Aeroporto di Sharq El Owainat  | Sharq El Owainat | HEOW | GSQ  |

## Aeroporti militari
| Aeroporto                  | Città    | ICAO | IATA |
| Base aerea Cairo-West      | Il Cairo | HECW | CWE  |
| Base aerea Almaza          | Il Cairo | HEAZ |      |
| Base aerea Wadi El Gandali | Il Cairo | HE13 |      |
| Base aerea Helwan          | Helwan   | HE15 |      |

## Aeroporti dimessi
| Aeroporto                            | Città                | ICAO | IATA |
| Aeroporto Internazionale di al-Arish | Al-Arish             | HEAR | AAC  |
| Aeroporto El Nouzha                  | Alessandria d'Egitto | HEAX | ALY  |